# Diversidad sexual en Corea del Sur
Las diversidad sexual en Corea del Sur se refiere a las personas LGBT de ese país y a sus derechos. Las personas lesbianas, gays, bisexuales y transgénero en Corea del Sur enfrentan desafíos legales y discriminación que no experimentan los residentes no LGBT. La actividad sexual entre personas del mismo sexo es legal en Corea del Sur, pero el Matrimonio entre personas del mismo sexo u otras formas de asociación legal no están disponibles para las parejas del mismo sexo.
La homosexualidad en Corea del Sur no se menciona específicamente en la Constitución de Corea del Sur ni en el Código Penal Civil. El artículo 31 de la Ley de la Comisión Nacional de Derechos Humanos establece que "ninguna persona debe ser discriminada por su orientación sexual". Sin embargo, el artículo 92 del Código Penal Militar, que actualmente está siendo desafiado legalmente, considera a las relaciones sexuales entre miembros del mismo sexo como "acoso sexual", punible con un máximo de un año de prisión. Un tribunal militar dictaminó en 2010 que esta ley es ilegal, declarando que la homosexualidad es un asunto estrictamente personal. Sin embargo, esta decisión fue apelada ante el Tribunal Constitucional de Corea del Sur, que en 2011 confirmó la constitucionalidad de la ley.
Las personas transgénero pueden someterse a una cirugía de reasignación de sexo después de los 20 años, y pueden cambiar su información de género en los documentos oficiales. Harisu es la primera artista transgénero de Corea del Sur, y en 2002 se convirtió en la segunda persona en Corea del Sur en cambiar legalmente de género.
La conciencia general sobre la homosexualidad permaneció baja entre el público coreano hasta hace poco, cuando empezó a surgir una mayor conciencia y debate sobre el tema, así como entretenimientos de temática gay en los medios de comunicación y figuras reconocidas y celebridades, como Hong Seok-cheon saliendo en público. Pero los coreanos homosexuales y lesbianas aún enfrentan dificultades en el hogar y el trabajo, y muchos prefieren no revelar sus identidades a sus familiares, amigos o compañeros de trabajo. Sin embargo, la conciencia sobre los problemas que enfrentan los surcoreanos LGBT ha aumentado gradualmente, y las encuestas han demostrado que una mayoría sólida de surcoreanos apoya las leyes que protegen a las personas LGBT de la discriminación, incluso en el empleo, la vivienda y el alojamiento público.
En agosto de 2017, la Corte Suprema ordenó al Gobierno que permitiera a "Beyond the Rainbow" (coreano: 비온 뒤 무지개 재단), una fundación de derechos LGBT, registrarse como una organización benéfica en el Ministerio de Justicia. Sin el registro oficial, la fundación no pudo recibir donaciones deducibles de impuestos y operar de conformidad con la ley. Además, el Gobierno de Corea del Sur votó a favor de una resolución de las Naciones Unidas de 2014 destinada a superar la discriminación contra las personas LGBT.